# Азаров, Олег Викторович
Оле́г Ви́кторович Аза́ров (укр. Олег Вікторович Азаров; род. 18 января 1962) — советский украинский легкоатлет, специалист по бегу на короткие дистанции и барьерному бегу. Выступал на всесоюзном уровне в 1980-х годах, многократный призёр первенств всесоюзного и республиканского значения, участник Игр доброй воли в Москве и чемпионата Европы в Штутгарте. Представлял Киев, спортивные общества «Спартак» и Профсоюзы. Мастер спорта СССР. Преподаватель физической культуры и спорта.

## Биография
Олег Азаров родился 18 января 1962 года. Занимался лёгкой атлетикой в Киеве и Киевской области, выступал за Украинскую ССР, добровольное спортивное общество «Спартак» и Профсоюзы.
Первых серьёзных успехов на всесоюзном уровне добился в мае 1986 года, когда на соревнованиях в Сочи в беге на 400 метров с барьерами завоевал золотую и серебряную награду. На Мемориале братьев Знаменских в Ленинграде установил свой личный рекорд в дисциплине 400 метров — 49,94, тогда как в 400-метровом барьерном беге с результатом 49,56 финишировал четвёртым. Благодаря череде удачных выступлений вошёл в состав советской сборной и удостоился права защищать честь страны на впервые проводившихся Играх доброй воли в Москве, где в беге на 400 метров с барьерами с личным рекордом занял итоговое восьмое место. На домашнем чемпионате СССР в Киеве в той же дисциплине взял бронзу. Принимал участие в чемпионате Европы в Штутгарте — на предварительном квалификационном этапе показал время 50,76, чего оказалось недостаточно для выхода в полуфинальную стадию.
В 1987 году в беге на 400 метров с барьерами был лучшим на всесоюзном старте в Сочи и на Мемориале братьев Знаменских в Москве, получил серебро на международном турнире в Карл-Маркс-Штадте. Участвовал в Кубке Европы в Праге, где показал четвёртый результат в 400-метровом барьерном беге и в эстафете 4 × 400 метров.
В 1988 году финишировал вторым на соревнованиях в Сочи, Вильнюсе, на Мемориале Знаменских в Ленинграде, превзошёл всех соперников в Харькове и Киеве, был восьмым на чемпионате СССР в Таллине.
На чемпионате СССР 1989 года в Горьком с украинской командой выиграл бронзовую медаль в программе эстафеты 4 × 400 метров.
Впоследствии работал преподавателем на кафедре физического воспитания и спорта Университета государственной фискальной службы Украины, преподавал физкультуру в Бучанской общеобразовательной школе № 1.